# 金锡如
金锡如（1905年—2001年9月21日），字质彬，辽宁义县人，中华人民共和国教育家，曾任重庆大学副校长，中国民主同盟中央委员会常务委员，重庆市人大常委会副主任，重庆市政协副主席，第二、三、五、六届全国人大代表。